# حجام
الحَجّام (في الأوردية تعني الحلاق وليس كما هي في أصلهاالعربي التي تعني محترف الحِجامة)، مجتمع مسلم يوجد في شمال الهند وباكستان في مقاطعتي السند والبنجاب. ويُعرفون باسم خليفة أو سليماني في ولاية أوتار براديش. وأحوالهم الاقتصادية في شمال الهند سيئة. أغلبهم سنيون مع وجود أقلية صغيرة شيعية في منطقة اوده الهندية.